# Se telefonando
Se telefonando è un brano musicale interpretato dalla cantante italiana Mina. È stato pubblicato nel 45 giri Se telefonando/No e nell'album Studio Uno 66, entrambi del 1966.

## Descrizione
La canzone ha come autori nomi eccellenti nel panorama della televisione e della musica leggera italiana: Ghigo De Chiara e Maurizio Costanzo per il testo, Ennio Morricone per musica e arrangiamento, impegnati a costituire un nuovo repertorio per la cantante alla vigilia della sua terza conduzione consecutiva della trasmissione Studio Uno.
Mina presentò il brano per la prima volta in televisione durante la sedicesima puntata (la prima del ciclo con la cantante) di Studio Uno del 28 maggio 1966. Il video di questa esibizione si trova nel DVD Gli anni Rai 1965-1966 vol. 8, inserito in un cofanetto monografico di 10 volumi pubblicato da Rai Trade e GSU nel 2008.

## Storia
Nata come sigla per il nuovo varietà televisivo (sorta di spin-off del precedente Studio Uno) intitolato Aria condizionata e con De Chiara e Costanzo tra gli autori, aveva originariamente una versione testuale leggermente diversa e doveva essere la sigla di chiusura della prima edizione della trasmissione radiofonica Gran varietà. Come lo stesso Costanzo spiegherà più tardi in un'intervista, al momento della registrazione cantante e autori si resero conto che il verso «Poi nel buio la tua mano d'improvviso sulla mia» avrebbe potuto dare adito a doppi sensi e all'intervento da parte della rigida censura di quel periodo. Costanzo risolse l'ambiguità della frase correggendo le concordanze al plurale «Poi nel buio le tue mani d'improvviso sulle mie», ma al momento della registrazione definitiva Mina propose e ottenne di incidere entrambe le versioni. La seconda, corretta, divenne famosa ed ebbe grande successo; la prima, originale, inizialmente accantonata, comparve solo nella raccolta Mina Gold 2 del 1999.
Sebbene il brano risulti complesso a causa dei salti di tonalità e dell'estensione vocale richiesti per cantarlo, la critica specializzata ha evidenziato come l'interpretazione e la voce di Mina si rivelino ancora una volta ineccepibili.

## Musica e testo
L'introduzione di fiati ispirata, per ammissione dello stesso Morricone, alle sirene della polizia di Marsiglia, apre un brano di cui diventa subito motivo portante e sorregge un testo che racconta la fine di un amore. Più esattamente di una passione intensa, improvvisa e delicata che si spegne così velocemente da non dare a nessuno il tempo di una spiegazione dell'accaduto. Il famoso testo al condizionale «Se, telefonando, io potessi dirti addio, ti chiamerei...» ben trasmette questa sensazione di impotenza e incompiutezza.

## Cover
| Anno | Artista             | Album / Note |
| ---- | ------------------- | --- |
| 1966 | Françoise Hardy     | * in francese: Je changerais d'avis nell'album La maison ou j'ai grandi. * in inglese: I Will Change My Life nella sua raccolta Goes International pubblicata solo in Sudafrica (Disques Vogue VGL 7026, 1967). |
| 1987 | Ennio Morricone     | Rielabora la parte melodica per adattarla nella colonna sonora del film Mission di Roland Joffé. |
| 1998 | Delta V             | versione elettropop per l'album Spazio, pubblicata anche come singolo. Il remix di Roberto Vernetti riscuote grande successo nell'estate, portando l'album d'esordio del gruppo all'attenzione del grande pubblico. Sono stati prodotti anche due videoclip: uno in bianco e nero per la versione remix, uno a colori per quella dell'album. |
| 1998 | Rita Pavone         | Nella compilation Viva Mina (RTI Music, SP 61192). |
| 2003 | Orietta Berti       | Album Emozione d'autore. |
| 2006 | Claudio Baglioni    | Nella sua antologia Quelli degli altri tutti qui. |
| 2007 | Vanessa and the O's | Riprendono la versione in francese della Hardy, nell'album-tributo We All Love Ennio Morricone. |
| 2007 | Simona Izzo         | Usa la versione originale nei titoli di coda del suo film Tutte le donne della mia vita. |
| 2009 | Enzo Monteleone     | Nel film Due partite, insieme a È l'uomo per me. I due brani sono parte integrante dell'ambiente narrativo della pellicola. |
| 2015 | Nek                 | La serata del 12 febbraio al Festival di Sanremo 2015 reinterpreta la canzone, vincendo il premio "Miglior esibizione cover". Il brano fa parte dell'album Prima di parlare, da cui viene estratto come singolo con la realizzazione di un video.                                                                                            |
| 2015 | Franco Battiato     | Album Anthology - Le nostre anime. |
| 2021 | Il Volo             | Album Il Volo Sings Morricone. |